# Zero Days
Zero Days is een Amerikaanse documentaire uit 2016 onder regie van Alex Gibney. De film ging op 17 februari in première op het Internationaal filmfestival van Berlijn.

## Verhaal
Documentairemaker Alex Gibney ging op zoek naar de hackers die in 2010 Stuxnet, een computervirus via malware verspreidden dat zo krachtig was dat geen enkele computer er tegen bestand was. Tijdens zijn onderzoek ontdekt hij dat er een cyberoorlog aan de gang is waarbij de Verenigde Staten, Groot-Brittannië, Israël en Iran betrokken zijn. De computerworm zou in opdracht van de Amerikaanse en Israëlische overheid gemaakt zijn met de bedoeling om het nucleair programma van Iran te saboteren maar het verspreidde zich ongecontroleerd op vele computers wereldwijd.